# Palmorchis prospectorum
Palmorchis prospectorum är en orkidéart som beskrevs av Veyret. Palmorchis prospectorum ingår i släktet Palmorchis och familjen orkidéer. Inga underarter finns listade i Catalogue of Life.